# زنبیل (جزیره)
زنبیل (به ترکی آذربایجانی: Zənbil) جزیرهٔ کوچکی است متعلق به جمهوری آذربایجان که در خلیج باکو در دریای کاسپین قرار دارد. نام این جزیره پارسی است اما با نام روسی دووانی (به روسی: Дуванный، آوانگاری: Duvanni) نیز شناخته می‌شود که به‌معنای پول بوده و آنرا مرتبط با استنکا رازین می‌دانند.
جزیرهٔ زنبیل بخشی از مجمع‌الجزایر باکو است که از جزیره‌های بویوک زیره، کوچوک زیره، داش زیره، زنبیل، سنگی‌مغان، چیکیل، قره سو، خره زیره، گِل، اقنات داش و چند جزیرهٔ کوچک دیگر تشکیل شده‌است.
مساحت جزیرهٔ زنبیل ۰٬۴ کیلومتر مربع است و طولی برابر با ۰٬۹ کیلومتر و عرضی حداکثر تا ۰٬۴ کیلومتر دارد. همچنین این جزیره دارای یک گل‌فشان است.